# William Miller (Schauspieler, 1978)

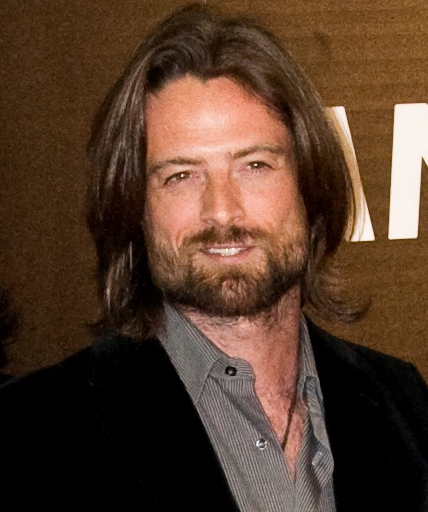
William Miller (2010)

William „Will“ Thomas Francis Miller (* 9. September 1978 in Windsor, Berkshire, England) ist ein britischer Schauspieler, Drehbuchautor und Sänger. Er wirkt überwiegend in spanischen Fernseh- und Filmproduktionen mit.

## Leben
Miller wurde am 9. September 1978 in Windsor als Sohn des US-Amerikaners William Miller und der Britin Paulina Miller geboren. Bereits im Kindesalter zog er nach Spanien. Dort studierte er Geschichte, Archäologie und darstellende Kunst. Er spricht Englisch, Spanisch, Katalanisch und Französisch. Er war bis Ende 2018 in einer Beziehung mit der Schauspielerin Eliza Taylor. Er hat eine Tochter.
Erste Mitwirkungen in Fernseh- und Filmproduktionen hatte er ab 2002 in Spanien. Seit diesem Jahr stellt er die Rolle des Mike in der Fernsehserie Cuéntame cómo pasó dar. Von 2004 bis 2005 spielte er in 14 Episoden in der Fernsehserie Dance – Der Traum vom Ruhm die Rolle des Nacho Salinas. 2007 war er unter anderen in 65 Episoden der Fernsehserie C.L.A. No somos ángeles als Dr. Serna zu sehen. Im Folgejahr übernahm er die Rolle des Luis Valencia in 22 Episoden der Fernsehserie Dos de mayo – La libertad de una nación. Von 2009 bis 2010 spielte er in der Serie Hay alguien ahí die Rolle des Jorge Selvas. Von 2011 bis 2013 stellte er in elf Episoden der Fernsehserie Isabel die Rolle des Beltrán de la Cueva dar. 2015 wurde er für die Rolle des Duque de Buckingham in der Fernsehserie Capitan Alatriste – Mit Dolch und Degen besetzt, die er in insgesamt 13 Episoden darstellte. Ab demselben Jahr bis einschließlich 2017 wirkte er in 264 Episoden der Fernsehserie Amar en tiempos revueltos als Jason Moran mit. 2018 spielte er den Paxton ‘Graveyard’ McCreary in der Serie The 100 sowie von 2018 bis 2019 den Acasio Martínez ‘El Teca’ in der Fernsehserie Señora Acero. Von 2019 bis 2020 folgte die Serienrolle des Owen Farrell in der Fernsehserie Servir y proteger, die er in 75 Episoden verkörperte. Von 2020 bis 2022 spielte er im Netflix Original Warrior Nun die Rolle des Antagonisten Adriel, einen abtrünnigen Engel.

## Filmografie (Auswahl)

### Schauspiel
- 2002: El cor de la ciutat (Fernsehserie, Episode 1x432)
- 2002–2003: 20tantos (Fernsehserie, 5 Episoden)
- seit 2002: Cuéntame cómo pasó (Fernsehserie)
- 2003: The Mix
- 2003: Tempus fugit (Fernsehfilm)
- 2003: London Street (Fernsehserie, Episode 1x02)
- 2004: Síndrome
- 2004: El comisario (Fernsehserie, 2 Episoden, verschiedene Rollen)
- 2004: Rottweiler
- 2004–2005: Dance – Der Traum vom Ruhm (Un paso adelante, Fernsehserie, 14 Episoden)
- 2005: Capital (Fernsehserie)
- 2005: Oculto
- 2006: Con dos tacones (Fernsehserie, Episode 1x03)
- 2006: Salvador – Kampf um die Freiheit (Salvador (Puig Antich))
- 2006: Yo soy la Juani
- 2006: ¿Por qué se frotan las patitas?
- 2006: Mesa para cinco (Fernsehserie, Episode 1x07)
- 2007: Teresa, el cuerpo de Cristo
- 2007: Los Serrano (Fernsehserie, Episode 6x16)
- 2007: Presumptes implicats (Fernsehfilm)
- 2007: Hidden Camera (Fernsehfilm)
- 2007: C.L.A. No somos ángeles (Fernsehserie, 65 Episoden)
- 2008: Cuenta atrás (Fernsehserie, Episode 2x04)
- 2008: Susurros (Kurzfilm)
- 2008: Bonjour Sagan (Sagan)
- 2008: La conjura de El Escorial
- 2008: Dos de mayo – La libertad de una nación (Fernsehserie, 22 Episoden)
- 2009: La patrulla perdida (Kurzfilm)
- 2009: ELL@S (Fernsehserie)
- 2009: Trío (Kurzfilm)
- 2009–2010: Hay alguien ahí (Fernsehserie, 26 Episoden)
- 2010: Mar libre (Miniserie, 2 Episoden)
- 2010: Spurlos – Das perfekte Verbrechen (Sans laisser de traces)
- 2010: La última secuencia (Kurzfilm)
- 2010: Hispania, la leyenda (Fernsehserie, 2 Episoden)
- 2010: Impares premium (Fernsehserie, Episode 1x06)
- 2010: Aída (Fernsehserie, Episode 8x16)
- 2010: Sexo en Chueca.com (Fernsehserie, Episode 1x04)
- 2010: Impares (Fernsehserie, Episode 2x30)
- 2011: Águila Roja, la película
- 2011: Vida loca (Fernsehserie, Episode 1x13)
- 2011: Only Guilt Pulls More Triggers (Kurzfilm)
- 2011: Unfarewell (Kurzfilm)
- 2011–2013: Isabel (Fernsehserie, 11 Episoden)
- 2012: Above Suspicion (Fernsehserie, 2 Episoden)
- 2012: Escoba! (Fernsehserie, 2 Episoden)
- 2012: Dust & Bullets (Kurzfilm)
- 2012: La venta del paraíso
- 2013: Al otro lado (Kurzfilm)
- 2013: Tage der Freiheit – Schlacht um Mexiko (Cinco de Mayo: La batalla)
- 2013: Welcome to Life (Kurzfilm)
- 2013: Vigilo el camino
- 2014: Jim Doesn't Know What to Say (Fernsehfilm)
- 2014: Perception (Fernsehserie, Episode 3x02)
- 2014: Sr. Ávila (Fernsehserie, 2 Episoden)
- 2015: Velvet (Galerías Velvet, Fernsehserie, Episode 2x13)
- 2015: Capitan Alatriste – Mit Dolch und Degen (Las aventuras del capitán Alatriste, Fernsehserie, 13 Episoden)
- 2015: Los miércoles no existen
- 2015: En Alabama, sí (Kurzfilm)
- 2015–2017: Amar en tiempos revueltos (Fernsehserie, 264 Episoden)
- 2016: The Midnight Man
- 2016: Amigos Para Siempre (Kurzfilm)
- 2016: El tamaño sí importa
- 2016: Amor en tiempos modernos (Kurzfilm)
- 2016: Visión de futuro (Kurzfilm)
- 2016–2017: La que se avecina (Fernsehserie, 7 Episoden)
- 2017: Vivir del aire (Kurzfilm)
- 2017: Sergeant Rex – Nicht ohne meinen Hund (Megan Leavey)
- 2017: Las 13 Esposas de Wilson Fernandez (Fernsehserie, 3 Episoden)
- 2017: Faaargh!! (Fernsehserie)
- 2017: Searchers (Fernsehfilm)
- 2018: Colegas (Fernsehserie, Episode 1x02)
- 2018: The Last Liquidator (Kurzfilm)
- 2018: The Man Who Killed Don Quixote
- 2018: IPdentical (Kurzfilm)
- 2018: The 100 (Fernsehserie, 11 Episoden)
- 2018: Elfmeter für die Rätsel-Kicker (Los futbolísimos)
- 2018: Gun City (La sombra de la ley)
- 2018–2019: Señora Acero (Fernsehserie, 68 Episoden)
- 2019: Ruta Madre
- 2019–2020: Servir y proteger (Fernsehserie, 75 Episoden)
- 2020–2022: Warrior Nun (Fernsehserie, 11 Episoden)
- 2022: Don't Look at the Demon

### Drehbuch
- 2015: En Alabama, sí (Kurzfilm)
- 2016: Amigos Para Siempre (Kurzfilm)
- 2017: Vivir del aire (Kurzfilm)
- 2017: Faaargh!! (Fernsehserie)